# Крістофер Дорст
Крістофер Дорст (англ. Christopher Dorst, 5 червня 1956) — американський ватерполіст.
Срібний призер Олімпійських Ігор 1984 року.